# 额桑·雅沙特尔
额桑·雅沙特尔（1920年4月3日—2018年9月1日），伊朗历史学家和语言学家，哥伦比亚大学伊朗研究中心的创始人，也是《伊朗百科全书》的创始人。雅沙特尔出生于哈马丹，毕业于德黑兰大学和伦敦大学，自第二次世界大戰以來，他是美國大學的第一位波斯全職教授，现任美国哥伦比亚大学教授。他主编的《伊朗百科全书》对俾路支人的研究做了最完整的總結。。